# Feelin' Good -It's PARADISE-
「Feelin' Good -It's PARADISE-」（フィーリン・グッド・イッツ・パラダイス）は、日本の男性アイドルグループDA PUMPの1枚目のシングル。1997年6月11日発売。発売元はavex tune。

## 概要
- 本作は1996年9月11日に発売されたm.c.A・Tの「Feelin' Good 〜恋はパラダイス〜」（ドラマ「金魚のフン」ED）のカバー。メンバーの沖縄アクターズスクール在学中から同校の定期公演や、沖縄のテレビ番組『BOOM BOOM』などで披露されており、そのままデビュー曲となった。アウトロにラップ詞が追加された。
- MVは、東京オペラシティで2日間かけて撮影。衣装は、白・黒それぞれのカラーリングのスーツが用意された。
- C/W曲「17guyz」はHIP-HOPテイスト溢れるミディアムテンポのグルーヴ・チューンで、若者賛歌の応援歌風となっている。
- 売上枚数19万9190枚。オリコンチャート最高位15位を記録。
- 2018年8月15日発売の「90S & NEW REVIVAL」、2020年5月13日発売の「avex revilal trax」にてFAKYが同タイトル名義でカバーした。

### メディアでの披露
- デビューから5日後の1997年6月16日
『HEY!HEY!HEY! MUSIC CHAMP』に初出演。
- 1997年6月21日『COUNT DOWN TV』に初出演。
- 1997年6月21日『ポップジャム』に初出演。
- 1997年8月1日『ミュージックステーション』に初出演。
- 1997年8月12日『うたばん』に初出演。
- 2018年12月21日『ミュージックステーションスーパーライブ2018』に出演。
- 2020年8月26日『2020 FNS歌謡祭 夏』に楽曲カバー提供したm.c.A・Tと共演。

## 収録曲
作詞：m.c.A・T　作曲：富樫明生
1. Feelin' Good 〜It's PARADISE〜(4:58)
  - 編曲：富樫明生・鈴木直人
2. 17guyz(4:21)
  - 編曲：富樫明生
3. Feelin' Good 〜It's PARADISE〜 (original karaoke)(4:58)
4. 17guyz (original karaoke)(4:21)

## 収録アルバム

### Feelin' Good -It's PARADISE-
- オリジナル『EXPRESSION』（1998年7月23日）
- オムニバス『avex 10th Anniversary Presents 十年百曲〜J-POP HIT』（1998年8月5日）
- サウンドトラック『アンドロメディア オリジナルサウンドトラック』（2001年7月25日）
- ベスト『Da Best of Da Pump』（2001年2月28日）
- リミックス『Da Best Remix of Da Pump』（2001年8月29日）
Keith Litman's Pumped Up Club Mix
- ライブ・アルバム 『Da Best of DA PUMP JAPAN TOUR 2003 REBORN』（2003年11月27日）
ライブバージョン
- オムニバス『a-box 〜avex Best Hit Collection〜』（2006年2月10日）
- オムニバス『Fleur yuchiku selection』（2006年3月29日）
- m.c.A・T『Music Conductor A・T』（2007年8月22日）
- オムニバス『1st 〜Debut single collection〜』（2007年9月5日）
- ベスト『THANX!!!!!!! Neo Best of DA PUMP』（2018年12月12日）

### 17guyz
- オリジナル『EXPRESSION』（1998年7月23日）

## タイアップ
- Feelin' Good 〜It's PARADISE〜：テレビ東京「ASAYAN」エンディングテーマ/松竹配給映画「アンドロメディア」挿入歌（DA PUMP出演）